# 多勃雷寧站
多勃雷寧站（羅馬化：Dobryninskaya）是莫斯科地鐵環狀線的一個車站。多勃雷寧站開通於1950年1月1日，是環狀線最早開通的區間之一，最初的名稱是賽爾普克胡維斯卡站（俄语：Серпуховская），1961年改為現名。